# Torneo de Houston 2022
El U.S. Men's Clay Court Championships 2022 fue un torneo de tenis que perteneció a la ATP en la categoría de ATP Tour 250. Se disputó entre el 4 y el 10 de abril de 2022 sobre polvo de ladrillo en el River Oaks Country Club en Houston (Estados Unidos).

## Distribución de puntos
| Modalidad            | Campeón | Finalista | Semifinales | Cuartos de final | 2ª ronda | 1ª ronda | Clasificados | 2ª ronda de clasificación | 1ª ronda de clasificación |
| Individual masculino | 250     | 165       | 100         | 50               | 25       | 0        | 13           | 7                         | 0                         |
| Dobles masculino     | 250     | 150       | 90          | 45               | 20       | 0        | -            | -                         | -                         |

## Cabezas de serie

### Individuales masculino
| Tenista         | Ranking | Preclasificado |
| Casper Ruud     | 8       | 1              |
| Taylor Fritz    | 13      | 2              |
| Reilly Opelka   | 18      | 3              |
| John Isner      | 22      | 4              |
| Christian Garín | 30      | 5              |
| Frances Tiafoe  | 31      | 6              |
| Tommy Paul      | 37      | 7              |
| Jenson Brooksby | 39      | 8              |

- Ranking del 21 de marzo de 2022.[2]

### Dobles masculino
| Tenista                           | Ranking | Preclasificado |
| Matthew Ebden Max Purcell         | 69      | 1              |
| Santiago González Łukasz Kubot    | 84      | 2              |
| Nick Kyrgios Jack Sock            | 94      | 3              |
| Hans Hach Verdugo Austin Krajicek | 101     | 4              |

## Campeones

### Individual masculino
Reilly Opelka venció a  John Isner por 6-3, 7-6(9-7)

### Dobles masculino
Matthew Ebden /  Max Purcell vencieron a  Ivan Sabanov /  Matej Sabanov por 6-3, 6-3